# Chajim Landau
Chajim Landau (hebrejsky: חיים לנדאו, žil 10. září 1916 – 16. října 1981) byl izraelský politik, poslanec Knesetu a ministr ve vládě Menachema Begina. V mládí byl členem Irgunu a byl příslušníkem židovského podzemního odbojového hnutí.

## Biografie
Landau se narodil v Krakově v Rakousku-Uhersku (dnešní Polsko) a do mandátní Palestiny imigroval v roce 1935. Krátce na to vstoupil do Bejtaru a Irgunu a účastnil se odvetných akcí proti Arabům, během čehož se snažil dokončit svá studia na Technionu, kde studoval stavební inženýrství.
V roce 1940 se stal velitelem Bejtaru v Haifě a počátkem roku 1944 byl převelen do Tel Avivu, kde byl koncem roku jmenován členem generálního velení. V roce 1947 zastupoval společně s Beginem a Šmu'elem Kacem Irgun na setkání s představiteli Zvláštní komise OSN pro Palestinu (UNSCOP).
Landau patří mezi zakladatele strany Cherut. Za tuto stranu byl poslancem Knesetu (izraelského parlamentu) od prvních voleb v roce 1949 až do voleb v roku 1973. Byl ministrem v Beginově vládě, kde zastával funkci ministra rozvoje (1967–1970) a navzdory tomu, že již po roce 1973 nebyl poslancem, byl jmenován ministrem dopravy v následující Beginově vládě a v této funkci setrval až do voleb v roce 1981. Po jeho smrti po něm pojmenovalo ministerstvo dopravy část dálnice 5.